# Shūkan Young Magazine

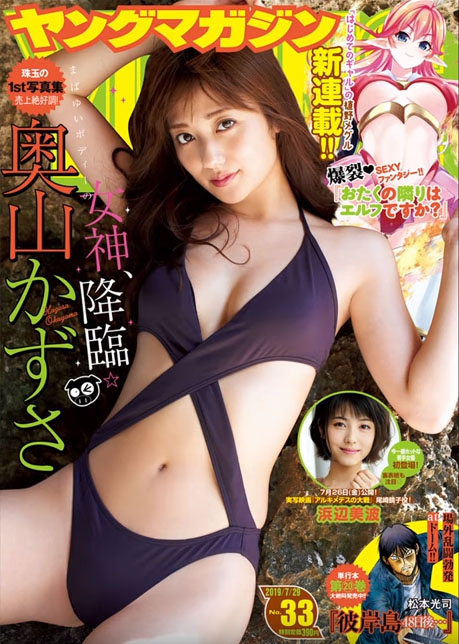
Okładka numeru 33/2019

Shūkan Young Magazine (jap. 週刊ヤングマガジン Shūkan Yangu Magajin) – japoński magazyn z mangami seinen, wydawany od 16 czerwca 1980 nakładem wydawnictwa Kōdansha. Początkowo ukazywał się dwa razy w miesiącu pod nazwą Young Magazine (jap. ヤングマガジン Yangu Magajin), zanim w 1989 roku został przekształcony w tygodnik.

## Wybrane serie
Opracowano na podstawie źródła.
- 3×3 Oczy
- Akira
- Biomega
- Chobits
- Ghost in the Shell
- Green Blood
- Initial D
- Kiss×sis
- MF Ghost
- Minami-ke
- Morderca w mojej głowie
- Paripi Kōmei
- Prison School
- The Fable
- xxxHolic